# Teater Foratt
Teater Foratt (arabiska: floden) är en fri teatergrupp i Malmö på interkulturell grund, startad år 2005.
Teater Foratt är en teater med internationellt perspektiv och samhällsdebatterande inriktning. Med sin internationella blandning av teaterledning, professionella skådespelare och andra medarbetare från såväl Sverige som andra länder, främst arabiska, intar teatern en viss särposition i Kultursverige. Sedan starten har man spelat en blandad repertoar av europeiska klassiker som Bertolt Brechts Mutter Courage (2009) och I städernas djungel (2013) varvat med nyskrivna flerspråkiga dramer, ofta med starkt innehåll rörande krig, migration, utanförskap och mänskliga relationer i en internationaliserad livssituation, såsom Nine Parts of Desire (2011), med den iranska fristadsförfattaren och Olof Palmepristagaren Parvin Ardelan som medförfattare. Man spelar inte sällan på en blandning av svenska, arabiska, engelska, persiska med mera, vilket ger en ovanlig autentisk upplevelse. Ofta är kvinnor från skilda kulturer i fokus. Teaterns huvudscen är Teaterhuset Bastionen på Norra Vallgatan 28. Man gästspelar även internationellt.
Teaterchefer är producenten Manal Masri och regissören Niclas Sandström (2014).